# Днепр-1 (женский футбольный клуб)
Же́нский футбо́льный клуб «Днепр–1» (Днепр) (укр. Жіночий футбольний клуб «Дніпро–1») — ранее существовавший украинский женский футбольный клуб из Днепра, аффилиат футбольного клуба «Днепр-1».

## Названия
- 2008—2010: мини–футбольный клуб «Олимпик»
- 2011—2016: мини–футбольный клуб «Лад» (укр. Злагода)
- 2017—2019: футбольный клуб «Лад-Днепр-1» (укр. Злагода-Дніпро–1)

## Чемпионаты Украины
| Сезон   | Турнир   | Дивизион | Место    | И  | В  | Н | П  | РМ     | О  | Примечание |
| ------- | -------- | -------- | -------- | -- | -- | - | -- | ------ | -- | ---------- |
| 2017    | Украина  | высшая   | 6 из 9   | 8  | 3  | 1 | 4  | 11—23  | 10 | [ 1 ]      |
| 2017/18 | Украина  | высшая   | 7 из 10  | 18 | 5  | 4 | 9  | 15—55  | 19 | [ 2 ]      |
| 2018/19 | Украина  | высшая   | 10 из 10 | 18 | 2  | 1 | 15 | 18—97  | 4  | [ 3 ]      |
| Итого   | 3 сезона | —        | —        | 44 | 10 | 6 | 28 | 44—175 | —  | —          |